# Лауреати Державної премії України в галузі науки і техніки (2009)
Державна премія України в галузі науки і техніки — лауреати 2009 року.
На підставі подання Комітету з Державних премій України в галузі науки і техніки Президент України Віктор Ющенко видав Указ № 979/2009 від 30 листопада 2009 року «Про присудження Державних премій України в галузі науки і техніки 2009 року».
На 2009 рік розмір Державної премії України в галузі науки і техніки склав 170 000 гривень кожна.

## Лауреати Державної премії України в галузі науки і техніки 2009 року
| Премійована робота | Лауреати                          | Коротко про лауреата |
| --- | --------------------------------- | --- |
| Цикл наукових праць «Сучасні проблеми механіки руйнування» | Камінський Анатолій Олексійович   | доктор фізико-математичних наук, головний науковий співробітник Інституту механіки імені С. П. Тимошенка НАН України |
| Цикл наукових праць «Сучасні проблеми механіки руйнування» | Кир'ян Валерій Іванович           | член-кореспондент Національної академії наук України, завідувач відділу Інституту електрозварювання імені Є. О. Патона НАН України                                                                                            |
| Цикл наукових праць «Сучасні проблеми механіки руйнування» | Калоєров Стефан Олексійович       | доктор фізико-математичних наук, професор Донецького національного університету |
| Цикл наукових праць «Сучасні проблеми механіки руйнування» | Попов Геннадій Якович             | доктор фізико-математичних наук, завідувач кафедри Одеського національного університету імені І. І. Мечникова |
| Цикл наукових праць «Сучасні проблеми механіки руйнування» | Богданов Вячеслав Леонідович      | доктор фізико-математичних наук, провідний науковий співробітник Інституту механіки імені С. П. Тимошенка НАН України |
| Цикл наукових праць «Сучасні проблеми механіки руйнування» | Назаренко Володимир Михайлович    | доктор технічних наук, провідний науковий співробітник Інституту механіки імені С. П. Тимошенка НАН України |
| Цикл наукових праць «Сучасні проблеми механіки руйнування» | Зозуля Володимир Васильович       | доктор фізико-математичних наук, провідний науковий співробітник Інституту механіки імені С. П. Тимошенка НАН України |
| Цикл наукових праць «Сучасні проблеми механіки руйнування» | Гузь Ігор Олександрович           | провідний науковий співробітник Інституту механіки імені С. П. Тимошенка НАН України |
| Створення парових турбін нового покоління потужністю 325 МВт | Тарелін Анатолій Олексійович      | член-кореспондент Національної академії наук України, завідувач відділу Інституту проблем машинобудування імені А. М. Підгорного НАН України                                                                                  |
| Створення парових турбін нового покоління потужністю 325 МВт | Шубенко Олександр Леонідович      | член-кореспондент Національної академії наук України, завідувач відділу Інституту проблем машинобудування імені А. М. Підгорного НАН України                                                                                  |
| Створення парових турбін нового покоління потужністю 325 МВт | Суботін Віктор Георгійович        | кандидат економічних наук, генеральний директор відкритого акціонерного товариства «Турбоатом» |
| Створення парових турбін нового покоління потужністю 325 МВт | Левченко Євген Володимирович      | кандидат технічних наук, перший заступник генерального директора, генеральний конструктор відкритого акціонерного товариства «Турбоатом»                                                                                      |
| Створення парових турбін нового покоління потужністю 325 МВт | Швецов Віктор Леонідович          | головний конструктор відкритого акціонерного товариства «Турбоатом» |
| Створення парових турбін нового покоління потужністю 325 МВт | Борисов Микола Андрійович         | кандидат технічних наук, заступник директора департаменту Міністерства палива та енергетики України |
| Створення парових турбін нового покоління потужністю 325 МВт | Суботович Валерій Петрович        | кандидат технічних наук, професор Національного технічного університету «Харківський політехнічний інститут» |
| Створення парових турбін нового покоління потужністю 325 МВт | Туранов Геннадій Юрійович         | генеральний директор товариства з обмеженою відповідальністю «Східенерго» |
| Створення парових турбін нового покоління потужністю 325 МВт | Нагорський Олександр Миколайович  | технічний директор товариства з обмеженою відповідальністю «Східенерго» |
| Створення парових турбін нового покоління потужністю 325 МВт | Данилюк Іван Павлович             | радник директора структурної одиниці «Зуївська ТЕС» товариства з обмеженою відповідальністю «Східенерго» |
| Розробка високоефективних технологій оптоелектроніки і комунікаційних систем на їх основі | Воробієнко Петро Петрович         | доктор технічних наук, ректор Одеської національної академії зв'язку імені О. С. Попова |
| Розробка високоефективних технологій оптоелектроніки і комунікаційних систем на їх основі | Вікулін Іван Михайлович           | доктор фізико-математичних наук, завідувач кафедри Одеської національної академії зв'язку імені О. С. Попова |
| Розробка високоефективних технологій оптоелектроніки і комунікаційних систем на їх основі | Панфілов Іван Павлович            | доктор технічних наук, завідувач кафедри Одеської національної академії зв'язку імені О. С. Попова |
| Розробка високоефективних технологій оптоелектроніки і комунікаційних систем на їх основі | Курмашев Шаміль Джамашевич        | доктор фізико-математичних наук, завідувач лабораторії Одеського національного університету імені І. І. Мечникова |
| Розробка високоефективних технологій оптоелектроніки і комунікаційних систем на їх основі | Сукач Георгій Олексійович         | доктор фізико-математичних наук, професор Національного університету біоресурсів і природокористування України |
| Розробка високоефективних технологій оптоелектроніки і комунікаційних систем на їх основі | Вербицький Володимир Григорович   | доктор технічних наук, директор державного підприємства «Науково-дослідний інститут мікроприладів» науково-технологічного комплексу «Інститут монокристалів» НАН України                                                      |
| Розробка високоефективних технологій оптоелектроніки і комунікаційних систем на їх основі | Осінський Володимир Іванович      | доктор технічних наук, директор центру оптоелектронних технологій державного підприємства «Науково-дослідний інститут мікроприладів» науково-технологічного комплексу «Інститут монокристалів» НАН України                    |
| Розробка високоефективних технологій оптоелектроніки і комунікаційних систем на їх основі | Годованюк Василь Миколайович      | доктор технічних наук, голова правління — головний конструктор відкритого акціонерного товариства "Центральне конструкторське бюро «Ритм»                                                                                     |
| Розробка високоефективних технологій оптоелектроніки і комунікаційних систем на їх основі | Рюхтін Вячеслав Васильович        | кандидат технічних наук, перший заступник голови правління відкритого акціонерного товариства "Центральне конструкторське бюро «Ритм»                                                                                         |
| Розробка високоефективних технологій оптоелектроніки і комунікаційних систем на їх основі | Каток Віктор Борисович            | кандидат технічних наук, директор департаменту відкритого акціонерного товариства «Укртелеком» |
| Наукове обґрунтування, створення та освоєння серійного виробництва високопродуктивних вуглевидобувних комплексів нового покоління | Стадніку Миколі Івановичу         | доктор технічних наук, перший заступник директора державного підприємства "Донецький державний науково-дослідний, проектно-конструкторський та експериментальний інститут комплексної механізації шахт «Дондіпровуглемаш»     |
| Наукове обґрунтування, створення та освоєння серійного виробництва високопродуктивних вуглевидобувних комплексів нового покоління | Косарев Іван Васильович           | перший заступник директора державного підприємства "Донецький державний науково-дослідний, проектно-конструкторський та експериментальний інститут комплексної механізації шахт «Дондіпровуглемаш»                            |
| Наукове обґрунтування, створення та освоєння серійного виробництва високопродуктивних вуглевидобувних комплексів нового покоління | Вассерман Ігор Григорович         | кандидат технічних наук, головний конструктор проекту державного підприємства "Донецький державний науково-дослідний, проектно-конструкторський та експериментальний інститут комплексної механізації шахт «Дондіпровуглемаш» |
| Наукове обґрунтування, створення та освоєння серійного виробництва високопродуктивних вуглевидобувних комплексів нового покоління | Непомнящий Олександр Лазаревич    | головний конструктор проекту державного підприємства "Донецький державний науково-дослідний, проектно-конструкторський та експериментальний інститут комплексної механізації шахт «Дондіпровуглемаш»                          |
| Наукове обґрунтування, створення та освоєння серійного виробництва високопродуктивних вуглевидобувних комплексів нового покоління | Варшавський Юлій Йоганович        | заступник завідувача відділу державного підприємства "Донецький державний науково-дослідний, проектно-конструкторський та експериментальний інститут комплексної механізації шахт «Дондіпровуглемаш»                          |
| Наукове обґрунтування, створення та освоєння серійного виробництва високопродуктивних вуглевидобувних комплексів нового покоління | Антипов Ігор Владиславович        | доктор технічних наук, завідувач відділу Інституту фізики гірничих процесів НАН України |
| Наукове обґрунтування, створення та освоєння серійного виробництва високопродуктивних вуглевидобувних комплексів нового покоління | Ткачов Віктор Васильович          | доктор технічних наук, завідувач кафедри Національного гірничого університету |
| Наукове обґрунтування, створення та освоєння серійного виробництва високопродуктивних вуглевидобувних комплексів нового покоління | Морозенко Євгеній Вадимович       | голова правління відкритого акціонерного товариства «Дніпропетровський агрегатний завод» |
| Наукове обґрунтування, створення та освоєння серійного виробництва високопродуктивних вуглевидобувних комплексів нового покоління | Павленко Сергій Віталійович       | генеральний директор закритого акціонерного товариства "Науково-виробнича компанія «Гірничі машини» |
| Робота "Комплексна енергозберігаюча технологія виробництва високоякісного металургійного коксу на ВАТ «Алчевськкокс» | Рудика Віктор Іванович            | кандидат економічних наук, директор Державного інституту по проектуванню підприємств коксохімічної промисловості |
| Робота "Комплексна енергозберігаюча технологія виробництва високоякісного металургійного коксу на ВАТ «Алчевськкокс» | Зінгерман Юрій Юхимович           | головний інженер — перший заступник директора Державного інституту по проектуванню підприємств коксохімічної промисловості |
| Робота "Комплексна енергозберігаюча технологія виробництва високоякісного металургійного коксу на ВАТ «Алчевськкокс» | Ковальов Євген Тихонович          | доктор технічних наук, директор Українського державного науково-дослідного вуглехімічного інституту |
| Робота "Комплексна енергозберігаюча технологія виробництва високоякісного металургійного коксу на ВАТ «Алчевськкокс» | Кузніченко В'ячеслав Михайлович   | кандидат технічних наук, провідний науковий співробітник Українського державного науково-дослідного вуглехімічного інституту                                                                                                  |
| Робота "Комплексна енергозберігаюча технологія виробництва високоякісного металургійного коксу на ВАТ «Алчевськкокс» | Кривоніс Валерій Васильович       | кандидат технічних наук, генеральний директор відкритого акціонерного товариства «Алчевський коксохімічний завод» |
| Робота "Комплексна енергозберігаюча технологія виробництва високоякісного металургійного коксу на ВАТ «Алчевськкокс» | Соловйов Михайло Олексійович      | начальник відділу відкритого акціонерного товариства «Алчевський коксохімічний завод» |
| Робота "Комплексна енергозберігаюча технологія виробництва високоякісного металургійного коксу на ВАТ «Алчевськкокс» | Чуб Володимир Євгенович           | Алчевський міський голова |
| Робота "Комплексна енергозберігаюча технологія виробництва високоякісного металургійного коксу на ВАТ «Алчевськкокс» | Тарута Олександр Олексійович      | генеральний директор товариства з обмеженою відповідальністю "Проектно-будівельне підприємство «Азовінтекс» |
| Робота "Комплексна енергозберігаюча технологія виробництва високоякісного металургійного коксу на ВАТ «Алчевськкокс» | Панасенко Олександр Андрійович    | директор з будівництва товариства з обмеженою відповідальністю "Проектно-будівельне підприємство «Азовінтекс» |
| Робота "Комплексна енергозберігаюча технологія виробництва високоякісного металургійного коксу на ВАТ «Алчевськкокс» | Будяк Сергій Васильович           | виконавчий директор товариства з обмеженою відповідальністю "Зовнішньоекономічне підприємство «Азовімпекс» |
| Цикл наукових праць «Відкриття та розвиток принципів суперсиметрії і супергравітації та їх застосування до побудови єдиної теорії фундаментальних взаємодій елементарних частинок» | Желтухін Олександр Олександрович  | доктор фізико-математичних наук, провідний науковий співробітник Інституту теоретичної фізики імені О. І. Ахієзера Національного наукового центру «Харківський фізико-технічний інститут» НАН України                         |
| Цикл наукових праць «Відкриття та розвиток принципів суперсиметрії і супергравітації та їх застосування до побудови єдиної теорії фундаментальних взаємодій елементарних частинок» | Сорока В'ячеслав Олександрович    | доктор фізико-математичних наук, провідний науковий співробітник Інституту теоретичної фізики імені О. І. Ахієзера Національного наукового центру «Харківський фізико-технічний інститут» НАН України                         |
| Цикл наукових праць «Відкриття та розвиток принципів суперсиметрії і супергравітації та їх застосування до побудови єдиної теорії фундаментальних взаємодій елементарних частинок» | Нурмагамбетов Олексій Юрійович    | кандидат фізико-математичних наук, старший науковий співробітник Інституту теоретичної фізики імені О. І. Ахієзера Національного наукового центру «Харківський фізико-технічний інститут» НАН України                         |
| Цикл наукових праць «Відкриття та розвиток принципів суперсиметрії і супергравітації та їх застосування до побудови єдиної теорії фундаментальних взаємодій елементарних частинок» | Бандос Ігор Анатолійович          | кандидат фізико-математичних наук, старший науковий співробітник Інституту теоретичної фізики імені О. І. Ахієзера Національного наукового центру «Харківський фізико-технічний інститут» НАН України                         |
| Цикл наукових праць «Відкриття та розвиток принципів суперсиметрії і супергравітації та їх застосування до побудови єдиної теорії фундаментальних взаємодій елементарних частинок» | Гершун Віктор Дмитрович           | старший науковий співробітник Інституту теоретичної фізики імені О. І. Ахієзера Національного наукового центру «Харківський фізико-технічний інститут» НАН України                                                            |
| Цикл наукових праць «Відкриття та розвиток принципів суперсиметрії і супергравітації та їх застосування до побудови єдиної теорії фундаментальних взаємодій елементарних частинок» | Акулов Володимир Петрович         | доктор фізико-математичних наук, ад'юнкт-професор Міського університету, м. Нью-Йорк, США |
| Цикл наукових праць «Відкриття та розвиток принципів суперсиметрії і супергравітації та їх застосування до побудови єдиної теорії фундаментальних взаємодій елементарних частинок» | Сорокін Дмитро Павлович           | доктор фізико-математичних наук, старший науковий співробітник Падуанської секції Національного інституту ядерної фізики, м. Падуя, Італійська Республіка                                                                     |
| Цикл наукових праць «Відкриття та розвиток принципів суперсиметрії і супергравітації та їх застосування до побудови єдиної теорії фундаментальних взаємодій елементарних частинок» | Ткач Володимир Іванович           | доктор фізико-математичних наук, пенсіонер |
| Цикл наукових праць «Відкриття та розвиток принципів суперсиметрії і супергравітації та їх застосування до побудови єдиної теорії фундаментальних взаємодій елементарних частинок» | Волков Дмитро Васильович          | академік Національної академії наук України (посмертно) |
| Цикл наукових праць «Відкриття та розвиток принципів суперсиметрії і супергравітації та їх застосування до побудови єдиної теорії фундаментальних взаємодій елементарних частинок» | Пашнєв Анатолій Ілліч             | доктор фізико-математичних наук (посмертно) |
| Створення триступеневої ракети-носія «Зеніт-3SL» за програмою «Морський старт» | Дегтярев Олександр Вікторович     | кандидат економічних наук, перший заступник генерального конструктора — генеральний директор державного підприємства «Конструкторське бюро „Південне“ імені М. К. Янгеля»                                                     |
| Створення триступеневої ракети-носія «Зеніт-3SL» за програмою «Морський старт» | Шрамов Євгеній Сергійович         | провідний спеціаліст державного підприємства «Конструкторське бюро „Південне“ імені М. К. Янгеля» |
| Створення триступеневої ракети-носія «Зеніт-3SL» за програмою «Морський старт» | Гусєв В'ячеслав Васильович        | кандидат технічних наук, начальник сектору державного підприємства «Конструкторське бюро „Південне“ імені М. К. Янгеля» |
| Створення триступеневої ракети-носія «Зеніт-3SL» за програмою «Морський старт» | Капінус Анатолій Данилович        | провідний конструктор комплексу державного підприємства «Конструкторське бюро „Південне“ імені М. К. Янгеля» |
| Створення триступеневої ракети-носія «Зеніт-3SL» за програмою «Морський старт» | Потапов Юрій Федорович            | начальник сектору державного підприємства «Конструкторське бюро „Південне“ імені М. К. Янгеля» |
| Створення триступеневої ракети-носія «Зеніт-3SL» за програмою «Морський старт» | Ткаченко Віктор Дмитрович         | провідний науковий співробітник державного підприємства «Конструкторське бюро „Південне“ імені М. К. Янгеля» |
| Створення триступеневої ракети-носія «Зеніт-3SL» за програмою «Морський старт» | Войт Сергій Миколайович           | кандидат економічних наук, перший заступник генерального директора державного підприємства "Виробниче об'єднання «Південний машинобудівний завод імені О. М. Макарова»                                                        |
| Створення триступеневої ракети-носія «Зеніт-3SL» за програмою «Морський старт» | Туров Валентин Олексійович        | головний технолог — заступник головного інженера державного підприємства "Виробниче об'єднання «Південний машинобудівний завод імені О. М. Макарова»                                                                          |
| Створення триступеневої ракети-носія «Зеніт-3SL» за програмою «Морський старт» | Денісов Віктор Іванович           | начальник цеху державного підприємства "Виробниче об'єднання «Південний машинобудівний завод імені О. М. Макарова» |
| Створення триступеневої ракети-носія «Зеніт-3SL» за програмою «Морський старт» | Кузнецов Едуард Іванович          | заступник генерального директора Національного космічного агентства України |
| Робота «Системи прогнозованого активного управління проектами та програмами соціально-економічного розвитку України в сферах освіти, науки і виробництва» | Алимов Олександр Миколайович      | академік Національної академії наук України, радник при дирекції Ради по вивченню продуктивних сил України НАН України |
| Робота «Системи прогнозованого активного управління проектами та програмами соціально-економічного розвитку України в сферах освіти, науки і виробництва» | Рибак Сергій Олександрович        | кандидат економічних наук, провідний науковий співробітник Інституту світової економіки і міжнародних відносин НАН України |
| Робота «Системи прогнозованого активного управління проектами та програмами соціально-економічного розвитку України в сферах освіти, науки і виробництва» | Бушуєв Сергій Дмитрович           | доктор технічних наук, завідувач кафедри Київського національного університету будівництва і архітектури |
| Робота «Системи прогнозованого активного управління проектами та програмами соціально-економічного розвитку України в сферах освіти, науки і виробництва» | Бушуєва Наталія Сергіївна         | доктор технічних наук, професор Київського національного університету будівництва і архітектури |
| Робота «Системи прогнозованого активного управління проектами та програмами соціально-економічного розвитку України в сферах освіти, науки і виробництва» | Тесля Юрій Миколайович            | доктор технічних наук, професор Київського національного університету будівництва і архітектури |
| Робота «Системи прогнозованого активного управління проектами та програмами соціально-економічного розвитку України в сферах освіти, науки і виробництва» | Ярошенко Юрій Федорович           | кандидат економічних наук, доцент Київського національного університету будівництва і архітектури |
| Робота «Системи прогнозованого активного управління проектами та програмами соціально-економічного розвитку України в сферах освіти, науки і виробництва» | Кононенко Ігор Володимирович      | доктор технічних наук, завідувач кафедри Національного технічного університету «Харківський політехнічний інститут» |
| Робота «Системи прогнозованого активного управління проектами та програмами соціально-економічного розвитку України в сферах освіти, науки і виробництва» | Биков Валерій Юхимович            | доктор технічних наук, директор Інституту інформаційних технологій і засобів навчання Академії педагогічних наук України |
| цикл наукових праць «Глікополімери бактерій: закономірності структурної організації макромолекул, функціонально-біологічна активність і аспекти практичного використання» | Варбанець Людмила Дмитрівна       | доктор біологічних наук, завідувач відділу Інституту мікробіології і вірусології імені Д. К. Заболотного НАН України |
| цикл наукових праць «Глікополімери бактерій: закономірності структурної організації макромолекул, функціонально-біологічна активність і аспекти практичного використання» | Яковлева Людмила Михайлівна       | кандидат біологічних наук, старший науковий співробітник Інституту мікробіології і вірусології імені Д. К. Заболотного НАН України                                                                                            |
| цикл наукових праць «Глікополімери бактерій: закономірності структурної організації макромолекул, функціонально-біологічна активність і аспекти практичного використання» | Пирог Тетяна Павлівна             | доктор біологічних наук, завідувач кафедри Національного університету харчових технологій |
| цикл наукових праць «Глікополімери бактерій: закономірності структурної організації макромолекул, функціонально-біологічна активність і аспекти практичного використання» | Кнірель Юрій Олександрович        | доктор хімічних наук, завідувач лабораторії Інституту органічної хімії імені М. Д. Зелінського Російської академії наук, м. Москва, Російська Федерація                                                                       |
| цикл наукових праць «Глікополімери бактерій: закономірності структурної організації макромолекул, функціонально-біологічна активність і аспекти практичного використання» | Захарова Ірина Яківна             | доктор біологічних наук, пенсіонерка |
| цикл наукових праць «Глікополімери бактерій: закономірності структурної організації макромолекул, функціонально-біологічна активність і аспекти практичного використання» | Здоровенко Галина Михайлівна      | доктор біологічних наук, пенсіонерка |
| цикл наукових праць «Глікополімери бактерій: закономірності структурної організації макромолекул, функціонально-біологічна активність і аспекти практичного використання» | Грінберг Тамара Олександрівна     | кандидат біологічних наук, пенсіонерка |
| Розробка та впровадження нових методів діагностики і хірургічного лікування захворювань підшлункової залози | Усенко Олександр Юрійович         | доктор медичних наук, заступник директора Національного інституту хірургії та трансплантології імені О. О. Шалімова |
| Розробка та впровадження нових методів діагностики і хірургічного лікування захворювань підшлункової залози | Тодуров Іван Михайлович           | доктор медичних наук, завідувач відділу Національного інституту хірургії та трансплантології імені О. О. Шалімова |
| Розробка та впровадження нових методів діагностики і хірургічного лікування захворювань підшлункової залози | Чорний Володимир Володимирович    | кандидат медичних наук, заступник директора Національного інституту хірургії та трансплантології імені О. О. Шалімова |
| Розробка та впровадження нових методів діагностики і хірургічного лікування захворювань підшлункової залози | Бондар Григорій Васильович        | доктор медичних наук, завідувач кафедри Донецького національного медичного університету імені М. Горького |
| Розробка та впровадження нових методів діагностики і хірургічного лікування захворювань підшлункової залози | Кондратенко Петро Геннадійович    | доктор медичних наук, завідувач кафедри Донецького національного медичного університету імені М. Горького |
| Розробка та впровадження нових методів діагностики і хірургічного лікування захворювань підшлункової залози | Болдіжар Олександр Олександрович  | доктор медичних наук, декан Ужгородського національного університету |
| Розробка та впровадження нових методів діагностики і хірургічного лікування захворювань підшлункової залози | Дронов Олексій Іванович           | доктор медичних наук, завідувач кафедри Національного медичного університету імені О. О. Богомольця |
| Розробка та впровадження нових методів діагностики і хірургічного лікування захворювань підшлункової залози | Запорожченко Борис Сергійович     | доктор медичних наук, завідувач кафедри Одеського державного медичного університету |
| Розробка та впровадження нових методів діагностики і хірургічного лікування захворювань підшлункової залози | Криворучко Ігор Андрійович        | доктор медичних наук, завідувач кафедри Харківського національного медичного університету |
| Розробка та впровадження нових методів діагностики і хірургічного лікування захворювань підшлункової залози | Ярешко Володимир Григорович       | доктор медичних наук, завідувач кафедри Запорізької медичної академії післядипломної освіти |
| Розробка та впровадження системи методів діагностики, профілактики і лікування хвороб нирок | Пиріг Любомир Антонович           | член-кореспондент Національної академії наук України, завідувач кафедри Національної медичної академії післядипломної освіти імені П. Л. Шупика                                                                               |
| Розробка та впровадження системи методів діагностики, профілактики і лікування хвороб нирок | Колесник Микола Олексійович       | доктор медичних наук, директор державної установи «Інститут нефрології Академії медичних наук України» |
| Розробка та впровадження системи методів діагностики, профілактики і лікування хвороб нирок | Багдасарова Інгретта Вартанівна   | доктор медичних наук, завідувач відділу державної установи «Інститут нефрології Академії медичних наук України» |
| Розробка та впровадження системи методів діагностики, профілактики і лікування хвороб нирок | Майданник Віталій Григорович      | доктор медичних наук, завідувач кафедри Національного медичного університету імені О. О. Богомольця |
| Розробка та впровадження системи методів діагностики, профілактики і лікування хвороб нирок | Никула Тарас Денисович            | доктор медичних наук, завідувач кафедри Національного медичного університету імені О. О. Богомольця |
| Розробка та впровадження системи методів діагностики, профілактики і лікування хвороб нирок | Дядик Олександр Іванович          | доктор медичних наук, завідувач кафедри Донецького національного медичного університету імені М. Горького |
| Розробка та впровадження системи методів діагностики, профілактики і лікування хвороб нирок | Семидоцька Жанна Дмитрівна        | доктор медичних наук, завідувач кафедри Харківського національного медичного університету |
| Робота «Національний атлас України (методологія і практика розробки)» | Палієнко Валентина Петрівна       | доктор географічних наук, заступник директора Інституту географії НАН України |
| Робота «Національний атлас України (методологія і практика розробки)» | Козаченко Тамара Іванівна         | доктор географічних наук, головний науковий співробітник Інституту географії НАН України |
| Робота «Національний атлас України (методологія і практика розробки)» | Разов Володимир Павлович          | кандидат географічних наук, старший науковий співробітник Інституту географії НАН України |
| Робота «Національний атлас України (методологія і практика розробки)» | Чабанюк Віктор Савович            | кандидат фізико-математичних наук, старший науковий співробітникові Інституту географії НАН України |
| Робота «Національний атлас України (методологія і практика розробки)» | Бочковська Алла Іллівна           | старший науковий співробітник Інституту географії НАН України |
| Робота «Національний атлас України (методологія і практика розробки)» | Сосса Ростислав Іванович          | доктор географічних наук, директор державного науково-виробничого підприємства «Картографія» |
| Робота «Національний атлас України (методологія і практика розробки)» | Руденко Ірина Станіславівна       | головний редактор — заступник директора державного науково-виробничого підприємства «Картографія» |
| Робота «Національний атлас України (методологія і практика розробки)» | Веклич Леся Максимівна            | завідувач редакції державного науково-виробничого підприємства «Картографія» |
| Робота «Нафтогазоперспективні об'єкти України (наукові і практичні основи пошуків родовищ)» | Павлюк Мирослав Іванович          | член-кореспондент Національної академії наук України, директор Інституту геології і геохімії горючих копалин НАН України |
| Робота «Нафтогазоперспективні об'єкти України (наукові і практичні основи пошуків родовищ)» | Євдощук Микола Іванович           | доктор геологічних наук, головний науковий співробітник Відділення морської геології та осадочного рудоутворення НАН України                                                                                                  |
| Робота «Нафтогазоперспективні об'єкти України (наукові і практичні основи пошуків родовищ)» | Крупський Богдан Любомирович      | кандидат геолого-мінералогічних наук, директор департаменту — член правління Національної акціонерної компанії «Нафтогаз України»                                                                                             |
| Робота «Нафтогазоперспективні об'єкти України (наукові і практичні основи пошуків родовищ)» | Гладун Василь Васильович          | кандидат геологічних наук, начальник управління Національної акціонерної компанії «Нафтогаз України» |
| Робота «Нафтогазоперспективні об'єкти України (наукові і практичні основи пошуків родовищ)» | Максимчук Петро Ярославович       | кандидат геологічних наук, заступник начальника управління Національної акціонерної компанії «Нафтогаз України» |
| Робота «Нафтогазоперспективні об'єкти України (наукові і практичні основи пошуків родовищ)» | Чепіль Петро Михайлович           | кандидат геолого-мінералогічних наук, начальник відділу Національної акціонерної компанії «Нафтогаз України» |
| Робота «Нафтогазоперспективні об'єкти України (наукові і практичні основи пошуків родовищ)» | Довжок Тетяна Євгенівна           | кандидат геолого-мінералогічних наук, завідувач центру дочірнього підприємства «Науково-дослідний інститут нафтогазової промисловості» Національної акціонерної компанії «Нафтогаз України»                                   |
| Робота «Нафтогазоперспективні об'єкти України (наукові і практичні основи пошуків родовищ)» | Маєвський Борис Йосипович         | доктор геолого-мінералогічних наук, завідувач кафедри Івано-Франківського національного технічного університету нафти і газу                                                                                                  |
| Робота «Нафтогазоперспективні об'єкти України (наукові і практичні основи пошуків родовищ)» | Полухтович Богдан Мефодійович     | кандидат геолого-мінералогічних наук, провідний науковий співробітник Львівського відділення Українського державного геологорозвідувального інституту                                                                         |
| Робота «Нафтогазоперспективні об'єкти України (наукові і практичні основи пошуків родовищ)» | Цьося Олег Григорович             | головний геолог державного геофізичного підприємства «Укргеофізика» |
| Розробка системи епізоотологічного моніторингу, імунопрофілактики та діагностики високопатогенного грипу птиці в Україні | Стегній Борис Тимофійович         | доктор ветеринарних наук, директор Національного наукового центру «Інститут експериментальної і клінічної ветеринарної медицини»                                                                                              |
| Розробка системи епізоотологічного моніторингу, імунопрофілактики та діагностики високопатогенного грипу птиці в Україні | Герілович Антон Павлович          | кандидат ветеринарних наук, завідувач лабораторії Національного наукового центру «Інститут експериментальної і клінічної ветеринарної медицини»                                                                               |
| Розробка системи епізоотологічного моніторингу, імунопрофілактики та діагностики високопатогенного грипу птиці в Україні | Музика Денис Васильович           | кандидат ветеринарних наук, завідувач лабораторії Національного наукового центру «Інститут експериментальної і клінічної ветеринарної медицини»                                                                               |
| Розробка системи епізоотологічного моніторингу, імунопрофілактики та діагностики високопатогенного грипу птиці в Україні | Стегній Марина Юріївна            | кандидат біологічних наук, завідувач лабораторії Національного наукового центру «Інститут експериментальної і клінічної ветеринарної медицини»                                                                                |
| Розробка системи епізоотологічного моніторингу, імунопрофілактики та діагностики високопатогенного грипу птиці в Україні | Рула Олександр Миколайович        | кандидат ветеринарних наук, провідний науковий співробітник Національного наукового центру «Інститут експериментальної і клінічної ветеринарної медицини»                                                                     |
| Розробка системи епізоотологічного моніторингу, імунопрофілактики та діагностики високопатогенного грипу птиці в Україні | Головко Анатолій Миколайович      | доктор ветеринарних наук, віце-президент Української академії аграрних наук |
| Розробка системи епізоотологічного моніторингу, імунопрофілактики та діагностики високопатогенного грипу птиці в Україні | Мельничук Сергій Дмитрович        | доктор біологічних наук, директор Української лабораторії якості і безпеки продукції агропромислового комплексу Національного університету біоресурсів і природокористування України                                          |
| Розробка системи епізоотологічного моніторингу, імунопрофілактики та діагностики високопатогенного грипу птиці в Україні | Спиридонов Владислав Геннадійович | кандидат біологічних наук, завідувач відділу Української лабораторії якості і безпеки продукції агропромислового комплексу Національного університету біоресурсів і природокористування України                               |
| Розробка системи епізоотологічного моніторингу, імунопрофілактики та діагностики високопатогенного грипу птиці в Україні | Мартиненко Дмитро Леонідович      | кандидат біологічних наук, докторант Національного університету біоресурсів і природокористування України |
| Розробка системи епізоотологічного моніторингу, імунопрофілактики та діагностики високопатогенного грипу птиці в Україні | Лісовенко Василь Трохимович       | генеральний директор Української виробничо-комерційної корпорації по зооветпостачанню «Укрзооветпромпостач» |
| Цикл наукових праць «Розробка нових математичних моделей, методів та інформаційних технологій розв'язування задач оптимізації, обробки та захисту інформації» | Задірака Валерій Костянтинович    | член-кореспондент Національної академії наук України, завідувач відділу Інституту кібернетики імені В. М. Глушкова НАН України                                                                                                |
| Цикл наукових праць «Розробка нових математичних моделей, методів та інформаційних технологій розв'язування задач оптимізації, обробки та захисту інформації» | Ляшко Сергій Іванович             | члену-кореспондент Національної академії наук України, завідувач кафедри Київського національного університету імені Тараса Шевченка                                                                                          |
| Цикл наукових праць «Розробка нових математичних моделей, методів та інформаційних технологій розв'язування задач оптимізації, обробки та захисту інформації» | Гуляницький Леонід Федорович      | доктор технічних наук, провідний науковий співробітник Інституту кібернетики імені В. М. Глушкова НАН України |
| Цикл наукових праць «Розробка нових математичних моделей, методів та інформаційних технологій розв'язування задач оптимізації, обробки та захисту інформації» | Донець Георгій Панасович          | доктор фізико-математичних наук, завідувач відділу Інституту кібернетики імені В. М. Глушкова НАН України |
| Цикл наукових праць «Розробка нових математичних моделей, методів та інформаційних технологій розв'язування задач оптимізації, обробки та захисту інформації» | Кнопов Павло Соломонович          | доктор фізико-математичних наук, завідувач відділу Інституту кібернетики імені В. М. Глушкова НАН України |
| Цикл наукових праць «Розробка нових математичних моделей, методів та інформаційних технологій розв'язування задач оптимізації, обробки та захисту інформації» | Левитська Аліна Олександрівна     | доктор фізико-математичних наук, провідний науковий співробітник Інституту кібернетики імені В. М. Глушкова НАН України |
| Цикл наукових праць «Розробка нових математичних моделей, методів та інформаційних технологій розв'язування задач оптимізації, обробки та захисту інформації» | Номіровський Дмитро Анатолійович  | доктор фізико-математичних наук, професор Київського національного університету імені Тараса Шевченка |
| Цикл наукових праць «Розробка нових математичних моделей, методів та інформаційних технологій розв'язування задач оптимізації, обробки та захисту інформації» | Литвин Олег Миколайович           | доктор фізико-математичних наук, завідувач кафедри Української інженерно-педагогічної академії |
| Цикл наукових праць «Розробка нових математичних моделей, методів та інформаційних технологій розв'язування задач оптимізації, обробки та захисту інформації» | Павлов Олександр Анатолійович     | доктор технічних наук, декан факультету Національного технічного університету України «Київський політехнічний інститут» |
| Цикл наукових праць «Розробка нових математичних моделей, методів та інформаційних технологій розв'язування задач оптимізації, обробки та захисту інформації» | Ємець Олег Олексійович            | доктор фізико-математичних наук, завідувач кафедри Полтавського університету споживчої кооперації України |
| Комплекс підручників з теорії авіаційних газотурбінних двигунів у трьох книгах: - Газотурбінні двигуни літальних апаратів. — К.: Вища школа, 2000. — 319с.; - Теорія теплових двигунів. — К: Вища школа, 2001. — 382 с.; - Теорія авіаційних газотурбінних двигунів. — К.: Книжкове видавництво НАУ, 2005.-500с.: | Терещенко Юрій Матвійович         | доктор технічних наук, професор Національного авіаційного університету |
| Комплекс підручників з теорії авіаційних газотурбінних двигунів у трьох книгах: - Газотурбінні двигуни літальних апаратів. — К.: Вища школа, 2000. — 319с.; - Теорія теплових двигунів. — К: Вища школа, 2001. — 382 с.; - Теорія авіаційних газотурбінних двигунів. — К.: Книжкове видавництво НАУ, 2005.-500с.: | Дмитрієв Сергій Олексійович       | доктор технічних наук, завідувач кафедри Національного авіаційного університету |
| Комплекс підручників з теорії авіаційних газотурбінних двигунів у трьох книгах: - Газотурбінні двигуни літальних апаратів. — К.: Вища школа, 2000. — 319с.; - Теорія теплових двигунів. — К: Вища школа, 2001. — 382 с.; - Теорія авіаційних газотурбінних двигунів. — К.: Книжкове видавництво НАУ, 2005.-500с.: | Панін Владислав Вадимович         | доктор технічних наук, професор Національного авіаційного університету |
| Комплекс підручників з теорії авіаційних газотурбінних двигунів у трьох книгах: - Газотурбінні двигуни літальних апаратів. — К.: Вища школа, 2000. — 319с.; - Теорія теплових двигунів. — К: Вища школа, 2001. — 382 с.; - Теорія авіаційних газотурбінних двигунів. — К.: Книжкове видавництво НАУ, 2005.-500с.: | Волянська Лариса Георгіївна       | кандидат технічних наук, доцент Національного авіаційного університету |
| Комплекс підручників з теорії авіаційних газотурбінних двигунів у трьох книгах: - Газотурбінні двигуни літальних апаратів. — К.: Вища школа, 2000. — 319с.; - Теорія теплових двигунів. — К: Вища школа, 2001. — 382 с.; - Теорія авіаційних газотурбінних двигунів. — К.: Книжкове видавництво НАУ, 2005.-500с.: | Бойко Людмила Георгіївна          | доктор технічних наук, завідувач кафедри Національного аерокосмічного університету імені М. Є. Жуковського «Харківський авіаційний інститут»                                                                                  |
| Комплекс підручників «Інформатика» у семи книгах: - Основи системного аналізу. — К.: Видавнича група BHV, 2006. — 544 с.; - Основи програмування. — К.: Видавнича група BHV, 2005. — 384 с.; - Дискретна математика. — К.: Видавнича група BHV, 2006. — 368 с.; - Чисельні методи в інформатиці. — К.: Видавнича група BHV, 2006. — 480с.; - Організація баз даних та знань. — К.: Видавнича група BHV, 2006. — 384с.; - Моделювання систем. — К.: Видавнича група BHV, 2005. — 352 с.; - Операційні системи. — К.: Видавнича група BHV, 2005. –576 с. | Панкратова Наталія Дмитрівна      | доктор технічних наук, заступник директора Інституту прикладного системного аналізу Національного технічного університету України «Київський політехнічний інститут»                                                          |
| Комплекс підручників «Інформатика» у семи книгах: - Основи системного аналізу. — К.: Видавнича група BHV, 2006. — 544 с.; - Основи програмування. — К.: Видавнича група BHV, 2005. — 384 с.; - Дискретна математика. — К.: Видавнича група BHV, 2006. — 368 с.; - Чисельні методи в інформатиці. — К.: Видавнича група BHV, 2006. — 480с.; - Організація баз даних та знань. — К.: Видавнича група BHV, 2006. — 384с.; - Моделювання систем. — К.: Видавнича група BHV, 2005. — 352 с.; - Операційні системи. — К.: Видавнича група BHV, 2005. –576 с. | Томашевський Валентин Миколайович | доктор технічних наук, професор Національного технічного університету України «Київський політехнічний інститут» |
| Комплекс підручників «Інформатика» у семи книгах: - Основи системного аналізу. — К.: Видавнича група BHV, 2006. — 544 с.; - Основи програмування. — К.: Видавнича група BHV, 2005. — 384 с.; - Дискретна математика. — К.: Видавнича група BHV, 2006. — 368 с.; - Чисельні методи в інформатиці. — К.: Видавнича група BHV, 2006. — 480с.; - Організація баз даних та знань. — К.: Видавнича група BHV, 2006. — 384с.; - Моделювання систем. — К.: Видавнича група BHV, 2005. — 352 с.; - Операційні системи. — К.: Видавнича група BHV, 2005. –576 с. | Ковалюк Тетяна Володимирівна      | кандидат технічних наук, доцент Національного технічного університету України «Київський політехнічний інститут» |
| Комплекс підручників «Інформатика» у семи книгах: - Основи системного аналізу. — К.: Видавнича група BHV, 2006. — 544 с.; - Основи програмування. — К.: Видавнича група BHV, 2005. — 384 с.; - Дискретна математика. — К.: Видавнича група BHV, 2006. — 368 с.; - Чисельні методи в інформатиці. — К.: Видавнича група BHV, 2006. — 480с.; - Організація баз даних та знань. — К.: Видавнича група BHV, 2006. — 384с.; - Моделювання систем. — К.: Видавнича група BHV, 2005. — 352 с.; - Операційні системи. — К.: Видавнича група BHV, 2005. –576 с. | Шеховцов Володимир Анатолійович   | кандидат технічних наук, докторант Національного технічного університету «Харківський політехнічний інститут» |
| Комплекс підручників «Інформатика» у семи книгах: - Основи системного аналізу. — К.: Видавнича група BHV, 2006. — 544 с.; - Основи програмування. — К.: Видавнича група BHV, 2005. — 384 с.; - Дискретна математика. — К.: Видавнича група BHV, 2006. — 368 с.; - Чисельні методи в інформатиці. — К.: Видавнича група BHV, 2006. — 480с.; - Організація баз даних та знань. — К.: Видавнича група BHV, 2006. — 384с.; - Моделювання систем. — К.: Видавнича група BHV, 2005. — 352 с.; - Операційні системи. — К.: Видавнича група BHV, 2005. –576 с. | Фельдман Лев Петрович             | доктор технічних наук, професор Донецького національного технічного університету |
| Комплекс підручників «Інформатика» у семи книгах: - Основи системного аналізу. — К.: Видавнича група BHV, 2006. — 544 с.; - Основи програмування. — К.: Видавнича група BHV, 2005. — 384 с.; - Дискретна математика. — К.: Видавнича група BHV, 2006. — 368 с.; - Чисельні методи в інформатиці. — К.: Видавнича група BHV, 2006. — 480с.; - Організація баз даних та знань. — К.: Видавнича група BHV, 2006. — 384с.; - Моделювання систем. — К.: Видавнича група BHV, 2005. — 352 с.; - Операційні системи. — К.: Видавнича група BHV, 2005. –576 с. | Дмитрієва Ольга Анатоліївна       | кандидат технічних наук, доцент Донецького національного технічного університету |
| Комплекс підручників «Інформатика» у семи книгах: - Основи системного аналізу. — К.: Видавнича група BHV, 2006. — 544 с.; - Основи програмування. — К.: Видавнича група BHV, 2005. — 384 с.; - Дискретна математика. — К.: Видавнича група BHV, 2006. — 368 с.; - Чисельні методи в інформатиці. — К.: Видавнича група BHV, 2006. — 480с.; - Організація баз даних та знань. — К.: Видавнича група BHV, 2006. — 384с.; - Моделювання систем. — К.: Видавнича група BHV, 2005. — 352 с.; - Операційні системи. — К.: Видавнича група BHV, 2005. –576 с. | Пасічник Володимир Володимирович  | доктор технічних наук, завідувач кафедри Національного університету «Львівська політехніка» |
| Комплекс підручників «Інформатика» у семи книгах: - Основи системного аналізу. — К.: Видавнича група BHV, 2006. — 544 с.; - Основи програмування. — К.: Видавнича група BHV, 2005. — 384 с.; - Дискретна математика. — К.: Видавнича група BHV, 2006. — 368 с.; - Чисельні методи в інформатиці. — К.: Видавнича група BHV, 2006. — 480с.; - Організація баз даних та знань. — К.: Видавнича група BHV, 2006. — 384с.; - Моделювання систем. — К.: Видавнича група BHV, 2005. — 352 с.; - Операційні системи. — К.: Видавнича група BHV, 2005. –576 с. | Нікольський Юрій Володимирович    | кандидат фізико-математичних наук, доцент Національного університету «Львівська політехніка» |
| Комплекс підручників «Інформатика» у семи книгах: - Основи системного аналізу. — К.: Видавнича група BHV, 2006. — 544 с.; - Основи програмування. — К.: Видавнича група BHV, 2005. — 384 с.; - Дискретна математика. — К.: Видавнича група BHV, 2006. — 368 с.; - Чисельні методи в інформатиці. — К.: Видавнича група BHV, 2006. — 480с.; - Організація баз даних та знань. — К.: Видавнича група BHV, 2006. — 384с.; - Моделювання систем. — К.: Видавнича група BHV, 2005. — 352 с.; - Операційні системи. — К.: Видавнича група BHV, 2005. –576 с. | Щербина Юрій Миколайович          | кандидат фізико-математичних наук, доцент Львівського національного університету імені І. Франка |
| Комплекс підручників «Інформатика» у семи книгах: - Основи системного аналізу. — К.: Видавнича група BHV, 2006. — 544 с.; - Основи програмування. — К.: Видавнича група BHV, 2005. — 384 с.; - Дискретна математика. — К.: Видавнича група BHV, 2006. — 368 с.; - Чисельні методи в інформатиці. — К.: Видавнича група BHV, 2006. — 480с.; - Організація баз даних та знань. — К.: Видавнича група BHV, 2006. — 384с.; - Моделювання систем. — К.: Видавнича група BHV, 2005. — 352 с.; - Операційні системи. — К.: Видавнича група BHV, 2005. –576 с. | Резніченко Валерій Анатолійович   | кандидат фізико-математичних наук,провідний науковий співробітник Інституту програмних систем НАН України |